# Деняк Григорій Юхимович
Григорій Юхимович Деняк — радянський військовослужбовець, учасник німецько-радянської війни.

## Біографія
Народився 25 серпня 1913 року в селі Михайло-Ганнівка тепер Конотопського району Сумської області.
На службі в Червоній армії з 30 жовтня 1935 року, повторно призваний вже після початку німецько-радянської війни, 27 липня 1941 року.
Воював на Брянському та Воронежському фронтах.

## Нагороди
- Орден Вітчизняної війни II ступеня
- Орден Вітчизняної війни I ступеня
- Орден Червоної Зірки